# Ammophila harti
Ammophila harti là một loài côn trùng cánh màng trong họ Sphecidae, thuộc chi Ammophila. Loài này được Fernald miêu tả khoa học đầu tiên năm 1931.